# Radoševac (gmina Babušnica)
Radoševac (cyr. Радошевац) – wieś w Serbii, w okręgu pirockim, w gminie Babušnica. W 2011 roku liczyła 183 mieszkańców.